# Paweł Bocian
Paweł Bocian (ur. 9 kwietnia 1973 w Poznaniu) – polski piłkarz grający na pozycji obrońcy.

## Życiorys
Swoją piłkarską karierę rozpoczął w 1989 roku w Unii Swarzędz. Następnie grał w Olimpii Poznań, Lechu Poznań, Fortunie Düsseldorf, ponownie Lechu Poznań, Orlenie Płock, Widzewie Łódź, Persibie Bandung, Kujawiaku Włocławek, Mieszku Gniezno i ponownie Unii Swarzędz. Od 2012 roku występuje w Kolejorzu Poznań.
W ekstraklasie rozegrał 156 meczów i strzelił 7 goli.